# Kit Harington
Christopher „Kit“ Catesby Harington (* 26. prosince 1986 Londýn) je britský herec. Jeho nejznámější rolí je Jon Sníh v seriálu Hra o trůny, dále také ztvárnil Alberta v původním westendském uvedení hry Válečný kůň. Harington je z matčiny strany přímým potomkem Roberta Catesbyho, iniciátora Spiknutí střelného prachu v roce 1605. Postavu Catesbyho poté ztvárnil v roce 2017 v miniseriálu Střelný prach.

## Život
Narodil se v Londýně v Anglii a žil zde až do svých jedenácti let. Je synem Deborah Jane Catesby a Davida Richarda Haringtona. Christopher je potomkem Karla II. Stuarta, po jeho babičce z otcovy strany Lavender Cecilia Denny. Jeho strýc byl Sir Nicholas John Harington a jeho pradědeček Sir Richard Harington.
V letech 1992 až 1998 navštěvoval Southfield Primary School a Chantry High School v letech 1998 až 2003. Poté chodil na Worcester Sixth Form College, kde se specializoval na drama a divadelní studie, v letech 2003 až 2005. Absolvoval na Central School of Speech and Drama v roce 2008.
V roce 2012 začal chodit s Rose Leslie, herečkou, která ve Hře o trůny ztvárnila postavu Ygritte. 27. září 2017 pár potvrdil zasnoubení.
23. června 2018 se uskutečnila svatba s Rose Leslie a v únoru 2021 se páru narodil syn. V únoru 2023 pár oznámil, že očekává narození druhého potomka. V létě téhož roku se jim narodila dcera.

## Kariéra
Před hraním se chtěl původně stát novinářem, kameramanem nebo válečným zpravodajem. Ale později, ještě během studií, získal hlavní roli Alberta v divadelní adaptaci románu Válečný kůň. Hra získala dvě ceny Oliver Awards a Harington za svůj výkon obdržel pochvalné reakce. Pak začal chodit na konkurzy a přišla jeho druhá hra, Posh. Jedná se o temnou komedii o muži z vyšší třídy, který navštěvuje univerzitu v Oxfordu.
Mezitím získal svou první televizní roli Jona Sněha v populárním fantasy seriálu Hra o trůny. Seriál se začínal vysílat v roce 2010, získal mnoho pozitivních reakcí i ocenění. Tím se Haringtonovi dostalo širokého uznání, a získal tak své první filmové role. Jeho filmový debut přišel v roce 2012 rolí Vincenta ve filmu Návrat do Silent Hill 3D. V roce 2014 se objevil po boku Jeffa Bridgese do snímku Sedmý syn a namluvil roli Ereta do pokračování animovaného filmu Jak vycvičit draka 2.

## Filmografie

### Film
| Rok  | Název                                 | Role            | Poznámky |
| ---- | ------------------------------------- | --------------- | -------- |
| 2012 | Návrat do Silent Hill 3D              | Vincent         |          |
| 2014 | Sedmý syn                             | Billy Bradley   |          |
| 2014 | Pompeje                               | Milo            |          |
| 2014 | Jak vycvičit draka 2                  | Eret            | dabing   |
| 2014 | Testament mládí                       | Roland Leighton |          |
| 2015 | MI-5: Vyšší dobro                     | Will Holloway   |          |
| 2016 | Brimstone                             | Samuel          |          |
| 2017 | The Death and Life of John F. Donovan | John F. Donovan |          |
| 2019 | Jak vycvičit draka 3                  | Eret            | dabing   |
| 2021 | Eternals                              | Dane Whitman    |          |

### Televize
| Rok           | Název                    | Role            | Poznámky |
| ------------- | ------------------------ | --------------- | --- |
| 2011–2019     | Hra o trůny              | Jon Sníh        | jedna z hlavních rolí nominován – Zlatá nymfa pro nejlepšího herce v dramatickém seriálu nominován – Cena Saturn pro nejlepšího herce ve vedlejší roli v televizi nominován – Scream Award pro nejlepší obsazení nominován – Screen Actors Guild Award pro nejlepší herecký výkon v dramatickém seriálu |
| 2015          | Sedm dní v pekle         | Charles Poole   | televizní film |
| 2017          | Střelný prach            | Robert Catesby  | miniseriál také scenárista |
| 2018          | Dráček Zog               | Sir Gadabout    | dabing, TV film |
| 2019          | Saturday Night Live      | Sám sebe        | díl: „Kit Harington/Sara Bareilles“ |
| 2020          | Criminal: Velká Británie | Alex            | díl: „Alex“ |
| 2021          | Přátelé: Zase spolu      | Sám sebe        | TV speciál |
| 2021          | Moderní láska            | Michael         | díl: „Strangers on a (Dublin) Train“ |
| bude oznámeno | Extrapolations           | Nicholas Bilton | |

### Videohry
| Rok  | Název                          | Namluvená role |
| ---- | ------------------------------ | -------------- |
| 2015 | Hra o trůny                    | Jon Snow       |
| 2016 | Call of Duty: Infinite Warfare | Salen Kotch    |

## Divadlo
| Rok       | Název                                | Role             | Poznámky                             |
| --------- | ------------------------------------ | ---------------- | ------------------------------------ |
| 2008-2009 | Válečný kůň                          | Albert Narracott | Olivier Theatre a New London Theatre |
| 2010      | Posh                                 | Ed Montgomery    | Royal Court Theatre                  |
| 2015      | The Vote                             | Colin Henderson  | Donmar Warehouse                     |
| 2016      | Tragická historie o doktoru Faustovi | doktor Faust     | Duke of York's Theatre               |
| 2018-2019 | True West                            | Austin           | Vaudeville Theatre                   |
| 2021      | Jindřich V.                          | Jindřich V.      | Donmar Warehouse                     |